# Font dels Saiols
La Font dels Saiols és una font d'Olot (Garrotxa) protegida com a Bé Cultural d'Interès Local.

## Descripció
Es tracta d'una popular font per l'excursionisme a Sant Andreu del Coll a Sant Miquel del Mont. Accessible des de la carretera d'Olot a Ripoll (N-230). Amb accés amb cotxe fins a Sant Andreu, d'on surt el camí fins a la font o del camí de Cal Llop als Salois.
La font raja permanentment i abundosa en una raconada i fondalada del vessant. Bastida amb paret de pedra semicircular, formant una bassa, i al costat s'hi troba una taula i pedrissos de pedra en una petita àrea d'estada. Al marge hi ha una llosa de pedra que indica la titularitat del terreny com a part d'una extensió més gran del Marqués de Vallgornera. També hi ha un relleu de la Mare de Déu col·locada en la dècada dels setanta.